# باد تاکری
باد تاکری (انگلیسی: Bud Thackery; ۳۱ ژانویهٔ ۱۹۰۳ – ۱۵ ژوئیهٔ ۱۹۹۰) فیلم‌بردار اهل ایالات متحده آمریکا بود.
وی در سیزدهمین دوره جوایز اسکار نامزد جایزه اسکار بهترین جلوه‌های تصویری شده بود.

## فیلم‌شناسی
- فریب کوگان
- جهنم با قهرمانان
- بو ژست
- اوپراتور فدرال ۹۹